# Restwassermenge
Als Restwassermenge oder Restabfluss wird bei einem Fließgewässer der Teil des Abflusses genannt, das nach einer Wasserentnahme durch Ausleitung von Wasser flussabwärts im Gewässer verbleibt oder an einer Stauanlage kontinuierlich in den Unterlauf des Gewässers durchgeleitet wird.
Die Mindestrestwassermenge oder auch Mindestwasserführung ist die Menge des Restwassers, die im Bereich einer Ausleitung, Stauanlage oder Entnahme mindestens im Gewässer verbleiben muss. Sie wird in der wasserrechtlichen Zulassung (wasserrechtliche Erlaubnis oder Bewilligung) festgelegt und in l/s oder m³/s angegeben. Das Restwasser soll vor allem die ökologischen Funktionen des Gewässers, insbesondere als Lebensraum für Fische und andere wasserlebende Lebewesen, sicherstellen und das Landschaftsbild erhalten (Landschaftlich notwendiger Mindestabfluss).

## Rechtliche Festlegung
Die Mindestrestwassermenge ist in den meisten Staaten über das Gewässerschutz- oder Wasserrecht geregelt und wird üblicherweise in der wasserrechtlichen Zulassung der Stauanlage bzw. der Wasserentnahme festgeschrieben. Die Methoden zur Berechnung und Festlegung der Menge sind dabei aber sehr unterschiedlich; während in manchen Staaten mit einfachen Kennziffern oder Formeln gearbeitet wird, wird in anderen die individuelle Situation mit allen Einflussfaktoren im Einzelfall geprüft und bewertet.

### Deutschland
Nach § 33 WHG ist das Aufstauen eines oberirdischen Gewässers oder das Entnehmen oder Ableiten von Wasser aus einem oberirdischen Gewässer nur zulässig, wenn die Abflussmenge erhalten bleibt, die für das Gewässer und andere hiermit verbundene Gewässer erforderlich ist, um den Zielen des § 6 Absatz 1 und der §§ 27 bis 31 zu entsprechen (Mindestwasserführung). Diese Ziele sind die in § 6 Absatz 1 WHG benannten allgemeinen Grundsätze der Gewässerbewirtschaftung sowie speziell die in §§ 27 bis 31 WHG benannten Bewirtschaftungsziele für oberirdische Gewässer.

### Österreich
Nach § 13 Absatz 4 WRG 1959 ist das Maß der Wasserbenutzung in der Bewilligung in der Weise zu beschränken, dass ein Teil des jeweiligen Zuflusses zur Erhaltung des ökologischen Zustandes des Gewässers sowie für andere, höherwertige Zwecke, insbesondere solche der Wasserversorgung, erhalten bleibt. Ausnahmen hievon können befristet zugelassen werden, insoweit eine wesentliche Beeinträchtigung des öffentlichen Interesses nicht zu besorgen ist.

### Schweiz
In der Schweiz wird die erforderliche Restwassermenge durch das Gewässerschutzgesetz (GSchG, Bundesgesetz über den Schutz der Gewässer, 2. Titel, 2. Kapitel) geregelt.
Dieses 2. Kapitel Sicherung angemessener Restwassermengen normiert in
Art. 29 wann eine Bewilligung benötigt wird, in Art. 30 die Voraussetzungen für die Bewilligung, in Art. 31 die Mindestrestwassermenge, in Art. 32 die Ausnahmen, also die Voraussetzungen, unter denen die Kantone geringere Mindestrestwassermengen ansetzen können, in Art. 33 die Erhöhung der Mindestrestwassermenge, also die Interessen nach deren Abwägung die Behörde diese Erhöhung vornehmen kann, in Art. 34, dass für Wasserentnahmen aus Seen und Grundwasservorkommen, die die "Wasserführung eines Fliessgewässers wesentlich beeinflussen", die vorhergenannten Artikel sinngemäß gelten, in
Art. 35 den Entscheid der Behörde insbesondere zur Dotierwassermenge  und in Art. 36 die Kontrolle der Dotierwassermenge.
Die Festlegung der Restwassermenge erfolgt nach der sogenannten Matthey-Formel (benannt nach ihrem Entwickler, dem Hydrologen François Matthey vom Service des Eaux, Sols et Assainissement (SESA) des Kantons Waadt). Diese Formel orientiert sich an der Menge Q347 des Gewässers; das ist diejenige Abflussmenge, welche an 347 Tagen im Jahr erreicht oder überschritten wird, gemittelt über 10 Jahre.
Von Anfang Oktober 2022 bis Ende März 2023 galten für bestimmte Wasserkraftwerke tiefere Mindestrestwassermengen, gemäß einer Verordnung des Bundesrates (siehe dazu auch Energiekrise#Schweiz).

## Ökologische Bedeutung

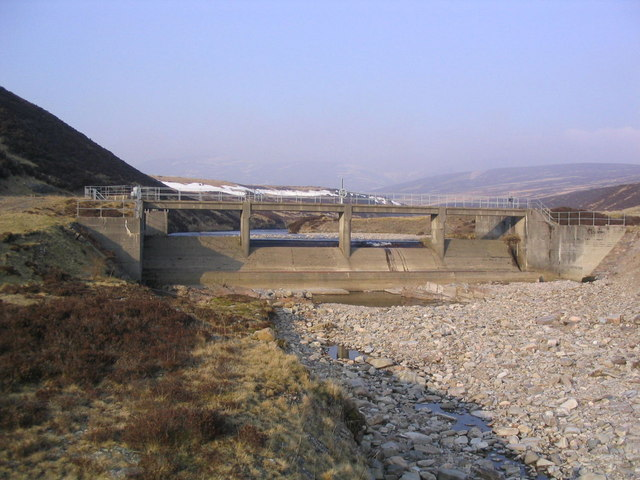
Stauwehr in Schottland: Aufgrund der zu geringen Restwassermenge fällt das Flussbett fast trocken.

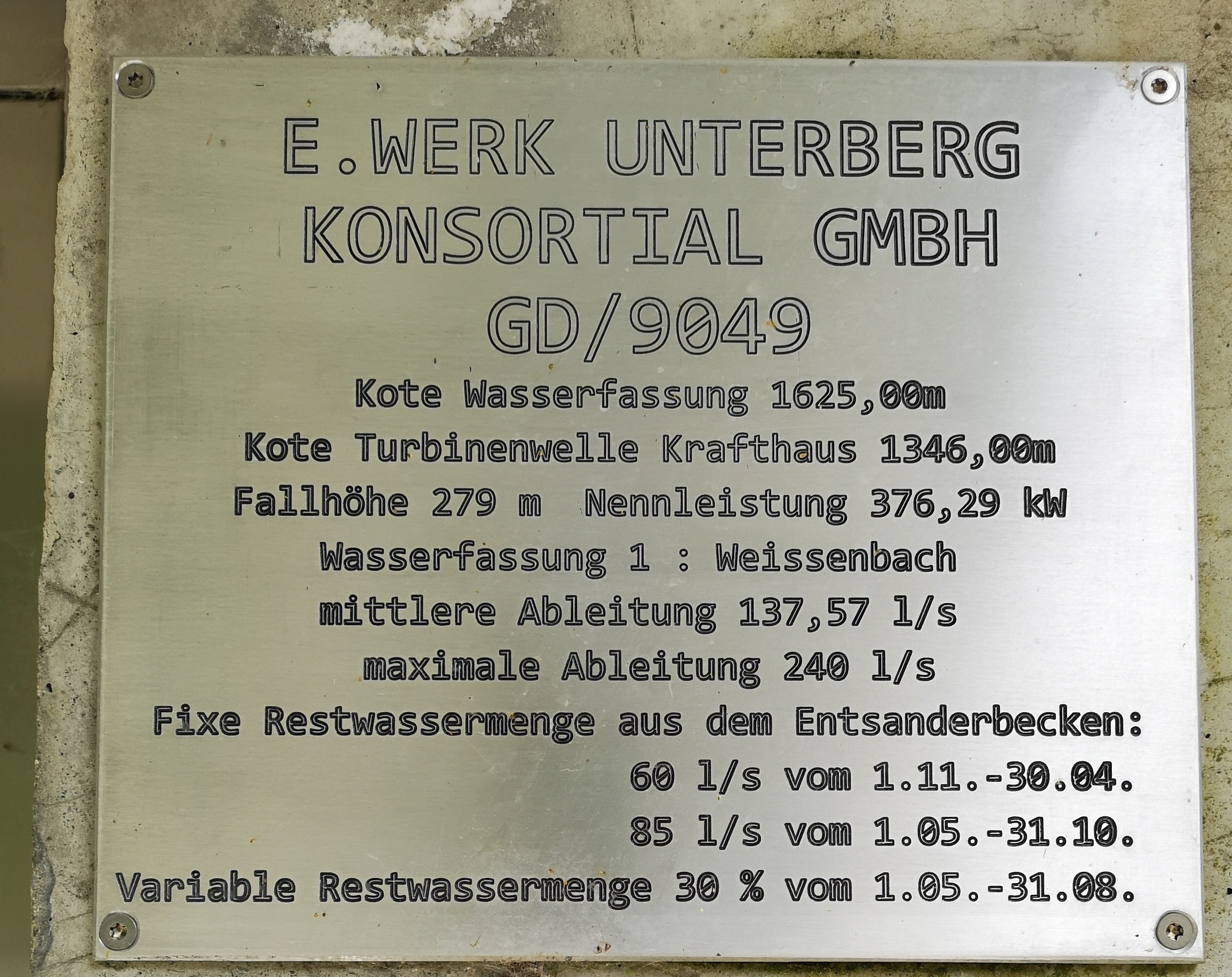
Infotafel des E-Werks Unterberg in Weißenbach (Sarntal) mit Angabe der Restwassermenge

Aus ökologischen Gründen ist es erforderlich, dass immer eine gewisse Mindest-Restwassermenge im Gewässer verbleibt. Diese Wassermenge wird benötigt, damit das Gewässer auch im Restwasserlauf unterhalb der Entnahmestelle seine vielfältigen ökologischen Aufgaben erfüllen kann.
Eine der Funktionen des Gewässers – einschließlich der Ufer- und Aubereiche – ist als Biotop für Fauna (im und am Wasser lebende Tiere) und Flora (im und am Wasser wachsende Pflanzen und Algen) als Beitrag zur Erhaltung der biologischen Artenvielfalt (Biotopschutz, Artenschutz).
Bei den Tieren sind insbesondere die Fischpopulationen von Bedeutung, denn für die Fortpflanzung vieler wandernder Fischarten ist die Mindestwassermenge in Verbindung mit Aufstiegshilfen an Staustufen zwingend erforderlich.
Die Restwassermenge trägt unter anderem zur Erhaltung der Temperaturpufferkapazität gegen übermäßige Erwärmung im Sommer und Zufrieren im Winter sowie zur Vermeidung übermäßiger Eutrophierung (Algen- und Bakterienwuchs) bei. Hierüber hat das Restwasser einen erheblichen Einfluss auf die Wasserqualität (Gewässergüte), die einerseits für die oben genannte Funktion als Biotop und andererseits für die Funktion der natürlichen Klärung (Abbau von Schadstoffen) wichtig ist. Eine ausreichende Menge und Qualität des Restwassers sind wiederum wichtig für die Funktion der Speisung des Grundwassers.
Eine weitere Funktion nimmt das Gewässer im Landschaftsschutz zur Erhaltung der landschaftlichen Vielfalt als Landschaftselement ein. Das Restwasser trägt hier zur Erhaltung der Morphologie des Gewässers und insbesondere zur Vermeidung einer Verlandung durch Ablagerung von Schwemmsedimenten (vor allem Sand und Schlick) im Flussbett bei.
Die aus ökologischen Gründen notwendige Mindestrestwassermenge ist sehr vom Gewässertyp, dem Abflussregime, dem Charakter des Gewässers sowie der individuellen Situation an der Entnahmestelle und entlang der Restwasserstrecke abhängig. Wichtigste Kenngröße ist die Wassermenge; je weniger Wasser der Fluss im Jahresmittel führt, umso größer ist tendenziell die relative Mindestrestwassermenge. Daneben sind aber auch das Gefälle, die mittlere Fließgeschwindigkeit, Breite und Tiefe des Gewässers und die Geologie des Flussbettes und viele andere Einflussfaktoren von Bedeutung.

## Dotierung
Reicht bei einer Stauanlage die Mindestwassermenge, die funktions- oder bauartbedingt über das Wehr fließen muss ("Überwasser"), nicht aus, um die erforderliche Mindestwassermenge des Gewässers aufrechtzuerhalten, so muss die Wassermenge durch eine zusätzliche, künstliche Wasserzugabe ("Dotierung" oder "Dotation" genannt) gestützt werden. Die Dotierung erfolgt durch das Öffnen einer regulierbaren Absperrung.
Dient die Gebrauchswasserableitung der Energieerzeugung aus Wasserkraft, so mindert die erforderliche Dotierung den Ertrag, da weniger Triebwasser zum Wasserkraftwerk geleitet wird. Um diese Verluste zu reduzieren, werden verstärkt Dotierturbinen vorgesehen. Eine Dotierturbine, manchmal auch Restwasserturbine genannt, ist eine in die Stauanlage integrierte Wasserturbine, über die die Dotierwassermenge abgeleitet und energetisch ausgenutzt wird. Hierdurch lässt sich der energetische Ausnutzungsgrad der Wasserkraftwerknutzung auf bis zu 100 % steigern.

## Rechnerische Abschätzung nach dem MEFI-Modell
Zur rechnerischen Abschätzung eines ökologisch fundierten Abflussminimums in Flüssen wurden im bayrischen Alpenvorland Untersuchungen der hydraulischen, morphologischen, biologischen, physikalischen und chemischen Parameter im Bereich von Ausleitungsstrecken durchgeführt und hieraus das sogenannte "MEFI-Modell" entwickelt.
Als Hauptparameter und Unterparameter für eine ökologische Zustandsbeschreibung konnten identifiziert werden:
| Gemessener Parameter              | Enthaltene Parameter                           |
| --------------------------------- | ---------------------------------------------- |
| sohlnahe Fließgeschwindigkeit unb | Abfluss                                        |
| sohlnahe Fließgeschwindigkeit unb | Gefälle                                        |
| sohlnahe Fließgeschwindigkeit unb | Morphologie der Flussohle                      |
| sohlnahe Fließgeschwindigkeit unb | Bodensubstrat                                  |
| sohlnahe Fließgeschwindigkeit unb | Kornverteilung (Bodenrauheit)                  |
| sohlnahe Fließgeschwindigkeit unb | Nährstoffangebot                               |
| sohlnahe Fließgeschwindigkeit unb | Turbulenz                                      |
| Bodenrauheit hA50                 | Gefälle                                        |
| Bodenrauheit hA50                 | Intensität der sohlnahen Turbulenz             |
| Bodenrauheit hA50                 | sohlnahe Fließgeschwindigkeit                  |
| Bodenrauheit hA50                 | Habitat Angebot                                |
| Maß für die Sonneneinstrahlung IF | Ufervegetation                                 |
| Maß für die Sonneneinstrahlung IF | Nährstoffangebot                               |
| Maß für die Sonneneinstrahlung IF | Wassertemperatur                               |
| Maß für die Sonneneinstrahlung IF | Algenwachstum                                  |
| Maß für die Sonneneinstrahlung IF | Wasserchemie (z. B. Sauerstoffgehalt, pH-Wert) |

Zur Bestimmung des Mindestwasserabflusses wurden die Fließbedingungen an Ausleitungsstrecken einer genauen Betrachtung unterzogen. Insbesondere wurden an charakteristischen Querschnitten die Höhe des Algenwachstums hA50 und die mittlere sohlnahe Fließgeschwindigkeit unb gemessen. Als Ergebnis erhält man eine Beziehung zwischen dem Abfluss Q und der sohlnahen Reynoldszahl Renb – jeweils für die betrachtete Ausleitungsstrecke.
{\displaystyle Re_{nb}={\dfrac {u_{nb}\cdot h_{A50}}{v}}\ \ \mathrm {\lbrack -\rbrack } }
Renb wiederum steht im Zusammenhang mit dem biologischen Parameter Taxarheo. Dieser steht stellvertretend für die biologischen Lebensbedingungen im Fließgewässer, insbesondere Organismen betreffend, die eine gute Wasserqualität, eine kiesige Sohle und eine gewisse Mindestfließgeschwindigkeit benötigen. Einen Indikator eines guten ökologischen Zustandes stellen somit die rheotypischen Organismen (z. B. Eintagsfliegen) dar. Aus Verknüpfung der beiden Beziehungen lässt sich Taxarheo. bestimmen, und folglich ein Mindestwasserabfluss, der den Ansprüchen der ökologischen Lebensgemeinschaft im Gewässer gerecht wird.
Einen weiteren negativen Effekt, bedingt durch kleine Wassertiefen, niedrige Fließgeschwindigkeiten und hohe Sonneneinstrahlung, stellt die Erwärmung des Wassers dar. Als Folge stellt sich ein verstärktes, schädliches Algenwachstum ein. Um diesen Umstand zu berücksichtigen, wurde der Irradiation Factor (IF) eingeführt. Dieser führt bei steigender Sonneneinstrahlung zu einer Erhöhung des Basisabflusses QB und somit zum eigentlichen Mindestabfluss Qres.
{\displaystyle Q_{res}=Q_{B}+{\dfrac {Q_{B}\cdot IF}{10}}\ \ \mathrm {\lbrack {\dfrac {m^{3}}{s}}\rbrack } }
Trotz der Berücksichtigung von nur sohlnahen Strömungsbedingungen stellt das MEFI-Modell eine Ermittlung des Mindestwasserabflusses auf ökologisch fundierter Basis, speziell bei Flüssen mit kiesiger Sohle, dar. Ebenso sei auf die allgemeine, einfache und kostengünstige Anwendbarkeit hingewiesen.